# Metalcore progressivo
Metalcore progressivo (do inglês: progressive metalcore, também conhecido como metalcore ambiente ou metalcore técnico) é um subgênero do metalcore em que se a faz fusão entre o metalcore e o metal progressivo, além de ser também influenciado pelo djent, ainda que contemporâneo desse gênero. O metalcore progressivo é mais comum em lugares como Austrália, Estados Unidos da América e Inglaterra, embora de acordo com o site Metal Insider as bandas de metalcore progressivo estejam aparecendo em todo o lugar.

## História

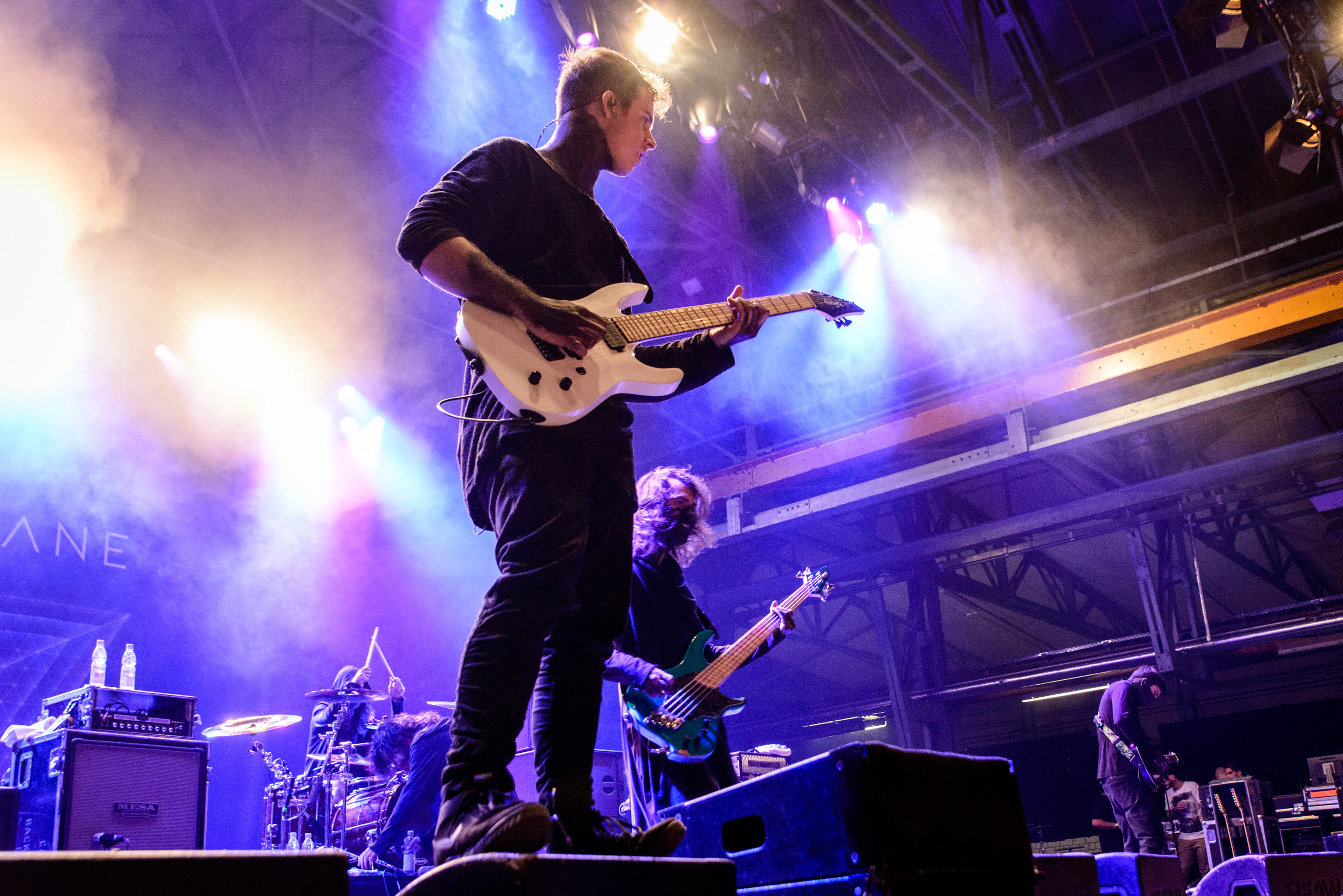
A banda Australiana Northlane em 2016, uma das mais relevantes bandas advindas do movimento Metalcore Progressivo.

O Metalcore progressivo começou a surgir e a se caracterizar ainda no final da década de 2000, a partir de bandas como After the Burial e Born of Osiris, quando começaram a fazerem músicas bem além dos limites do peso do metalcore até então feito, como através do uso de instrumentais mais complexos, como no uso dos solos mais elaborados, no uso mais constante e mais elaborado dos contratempos dos breakdown's, bem como no emprego dos arpejos e tapping com grande frequência, além também da inclusão de arranjos e sonoridades ambientes que eram executadas simultaneamente aos riff´s (característica da influência advinda do gênero djent, ainda que o Metalcore progressivo seja da mesma época desse), entre algumas outras inovações. Já a banda ERRA foi referida como a ponta da lança do movimento do Metalcore progressivo, bem como a banda Northlane, tida como uma das principais contribuintes para o desenvolvimento do Metalcore progressivo, banda essa que é caracterizada pelo emprego bem intenso e típico das suas sonoridades ambientes. Também sendo a banda I, the Breather considerada como influente para o desenvolvimento do Metalcore progressivo. Ainda há também a identificação de bandas do djent que foram influências pelo movimento do  Metalcore progressivo, gêneros esses contemporâneos um do outro e que sofreram uma co-influência.

## Lista de bandas
- After the Burial[2]
- Architects[7]
- Born of Osiris[8]
- Elitist[9]
- ERRA[5][10][11][12]
- Forevermore[13]
- Glass Cloud[14]
- The Human Abstract[15]
- I, the Breather[4]
- Invent Animate[10][16]
- Northlane[10][6]
- Novelists[17]
- Oceans Ate Alaska[18][19]
- Periphery[20]
- Reflections[21]
- Silent Planet[22]
- Veil of Maya
- Volumes[23]